# Samukawa
Samukawa (寒川町?) è una cittadina giapponese della prefettura di Kanagawa.